# Kościół Wszystkich Świętych w Rudawie
Kościół Wszystkich Świętych – parafialny kościół rzymskokatolicki znajdujący się w Rudawie, w powiecie krakowskim.
Kościół wielokrotnie rozbudowywany wraz z ogrodzeniem, bramkami, kostnicą oraz wieżą bramną, został wpisany do rejestru zabytków nieruchomych województwa małopolskiego.

## Historia
Pierwsza wzmianka o kościele pochodzi z 1326 roku. Gotyckie prezbiterium pochodzi z 1470 r. natomiast sklepienie krzyżowe z 1863. Z 1476 r. pochodzą resztki gotyckiej polichromii. W XVI wieku dobudowano renesansową dwukondygnacyjną nakrytą kopułą kaplicę św. Kazimierza. Dzwonnica drewniana zbudowana w 1541 r. na wysokiej podmurówce, posiada charakterystyczną postać o pochyłych ścianach z nadwieszoną na kształt hurdycji izbicą. Jest to typowa dla średniowiecza forma obronna, w tym wypadku wykazująca jedynie tradycyjne cechy obronne systemu wieżowego, znane w architekturze przynajmniej od XIII wieku. W 1614 r. kościół został gruntownie odnowiony z inicjatywy proboszcza Wojciecha Purzyckiego, w związku z czym ponownie go konsekrowano w 1617 r. Podczas tej przebudowy dodano sterczyny nawiązujące do gotyku. Sprzed 1783 pochodzi kamienne ogrodzenie wraz z bramą, kostnicą, wieżą bramną na piętrze której pomieszczono lamus. W 1972 r. odkryto renesansowe fryzy w kształcie festonów roślinno–owocowych z początku XVII w. Z XVII w. pochodzą barokowe schodkowe szczyty a z XX w. pochodzi nadbudowana na murze ogrodzeniowym arkadowa dzwonnica. W 1963 r. przeprowadzono restauracje kościoła.
We wnętrzu budowli znajduje się epitafium Elżbiety z Giebułtowskich Pisarskiej z 1576 a przed kościołem stoi pomnik nagrobny Elżbiety Zagorowskiej z 1709 roku.

## Wyposażenie wnętrza
- gotycki obraz Matki Bożej z Dzieciątkiem typu bizantyjskiej Hodegetrri z 1450 roku;
- obraz św. Kazimierz, autor Michał Stachowicz;
- obraz św. Anna Samotrzeć w otoczeniu świętych, autor Michał Stachowicz[4]
- XVII - wieczny dzwon odlany przez ludwisarza Baltazara Roszkiewicza z Piotrkowa;
- drewniane tabernakulum z XVIII w. przypominające bazylikę św. Piotra w Rzymie;

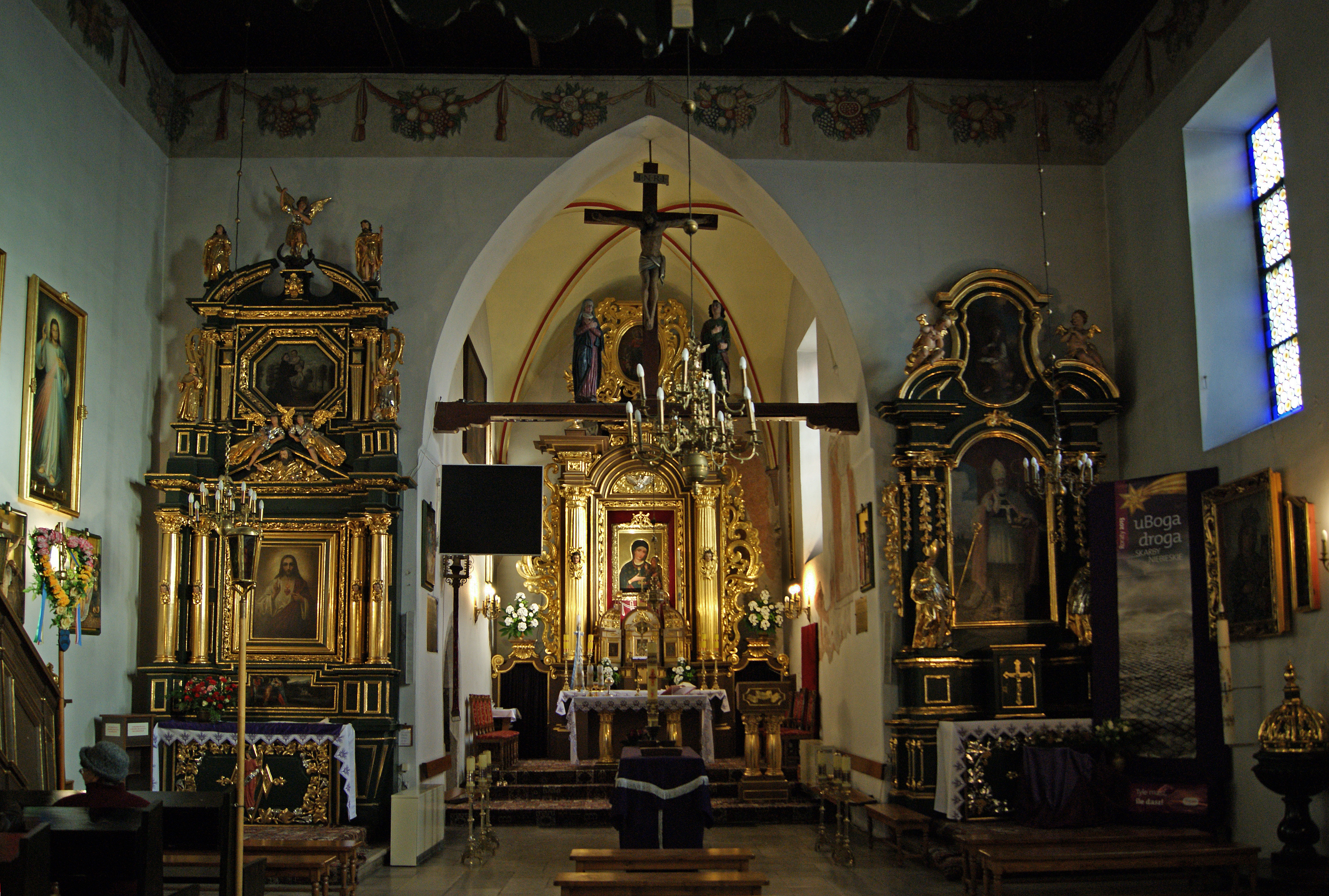
Wnętrze kościoła.

- chrzcielnica z 1707 roku.